# Сан Фирмано (Мачерата)
Сан Фирмано (итал. San Firmano) насеље је у Италији у округу Мачерата, региону Марке.
Према процени из 2011. у насељу је живело 146 становника. Насеље се налази на надморској висини од 43 м.